# دنیای بازی
دنیای بازی نام نشریه‌ای بود در زمینه بازی های رایانه ای که به معرفی بازی‌های رایانه‌ای، پیش نمایش، نقد و همچنین تمامی مسائل مربوط به آنها می‌پرداخت.
این نشریه همچنین ویژه‌نامه‌های بازی‌های رایانه‌ای داخلی را به‌صورت دوماهنامه منتشر می‌کرد.
این مجله در شهریور ماه ۱۳۹۳ با انتشار شماره ۱۷۶، به کار خود پایان داد. دنیای بازی اکنون در اینترنت با نشانی dbazi.com فعالیت می کند.

## بخش‌های نشریه
تازه‌ها: در این بخش اخبار مربوط به شرکت‌های تولیدکننده بازی و همچنین شایعات مربوط به آن‌ها ثبت می‌شود.
اسباب بازی: در این بخش، مقوله‌هایی نظیر اور کلاکینگ و همچنین معرفی قطعات جدید و کنسول‌ها درج می‌شود.
اولین نگاه: در این بخش، بازی‌هایی که در آینده‌ای نزدیک وارد بازار می‌شوند، معرفی می‌گردد. علاوه بر توضیحات بازی، قسمتی کوچک نیز به معرفی سازندگان و انتشار دهنده بازی اختصاص داده می‌شود.
نقد بازی: در این قسمت، همان‌طور که از نام پیداست، بازی‌های عرضه شده نقد می‌شوند. همانند قسمت اولین نگاه، این جا هم قسمتی به معرفی شرکت‌های سازنده اختصاص داده می‌شود.
بررسی کوتاه: در این قسمت، بازی‌هایی که اهمیت کمتری دارند و جایی برای نقد آن‌ها نیست، معرفی می‌شوند.
پرونده: و اما جالب‌ترین و هنرمندانه‌ترین قسمت نشریه، قسمت پرونده است. در این قسمت، در هر شماره، یکی از زیباترین بازی‌ها یا مجموعه بازی‌ها انتخاب شده و نویسندگان اصلی نشریه مطالبی در مورد تاریخچه و علت به یاد ماندنی شدن بازی‌ها می‌نویسند.این بخش یکی از پر طرفدارترین و در عین حال با ارزش‌ترین قسمت های نشریه‌است.
فلش بک: در این قسمت، بازی‌هایی که تاریخ انتشار آنها حد اقل مربوط به ۳ سال پیش است و ممکن است بازی کننده‌ها آنها را جا گذاشته باشند معرفی می شوند تا حتی کسانی که سیستمی برای اجرای بازی‌های جدید ندارند، بتوانند از آنها استفاده کنند.
دنیای دیجیتال، موزه و ذره بین: دنیای دیجیتال مربوط به مسائل روز دنیای بازی نظیر تهاجم فرهنگی در بازی‌ها یا دیدگاه‌های نادرستی که در ایران نسبت به بازی‌های رایانه‌ای وجود دارد است. موزه قسمتی برای معرفی بازی‌های بسیار قدیمی و در اصل پایه ساز بازی‌های امروزی است، و از این جهت ارزش بالایی دارد. مطالب قسمت ذره بین یکی از پرطرفدارترین قسمت‌های این نشریه‌است و به‌طور سر راست به مشکلات خود گیمرها می‌پردازد. مطالب این قسمت طنز واقعی است و به شکل زیبایی پرداخته می‌شوند.
دنیای دیگر: این قسمت به معرفی بازی‌های ممو می‌پردازد و همچنین راهنما و آموزش بازی‌های نقش آفرینی است.